# القصيدة الحميرية
القصيدة الحميرية أو القصيدة النشوانية أو قصيدة التيجان (خط المسند: ) هي من أشهر القصائد اليمنية القديمة التي قالها نشوان الحميري المتوفي سنة 573هـ وذكر فيها كل ملوك وتبابعة اليمن. طبعت تحت اسم: (ملوك حمير وأقيال اليمن).

## وصلات خارجية
- ملوك حمير وأقيال اليمن وشرحها المسمى خلاصة السيرة الجامعة لعجائب الملوك التبابعة